# Antoniterkloster Famagusta

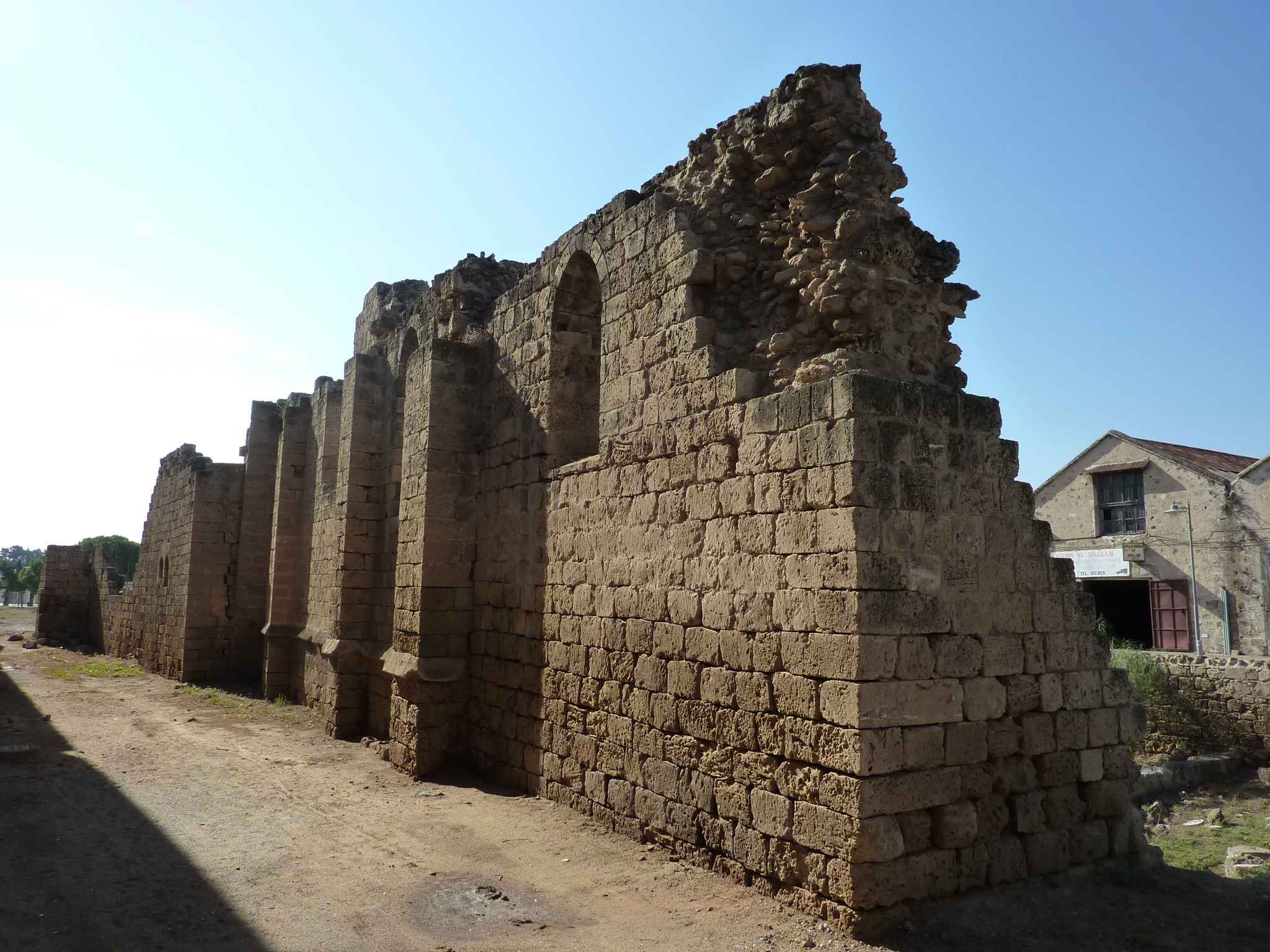
Die Ruine der Klosterkirche von Nordost

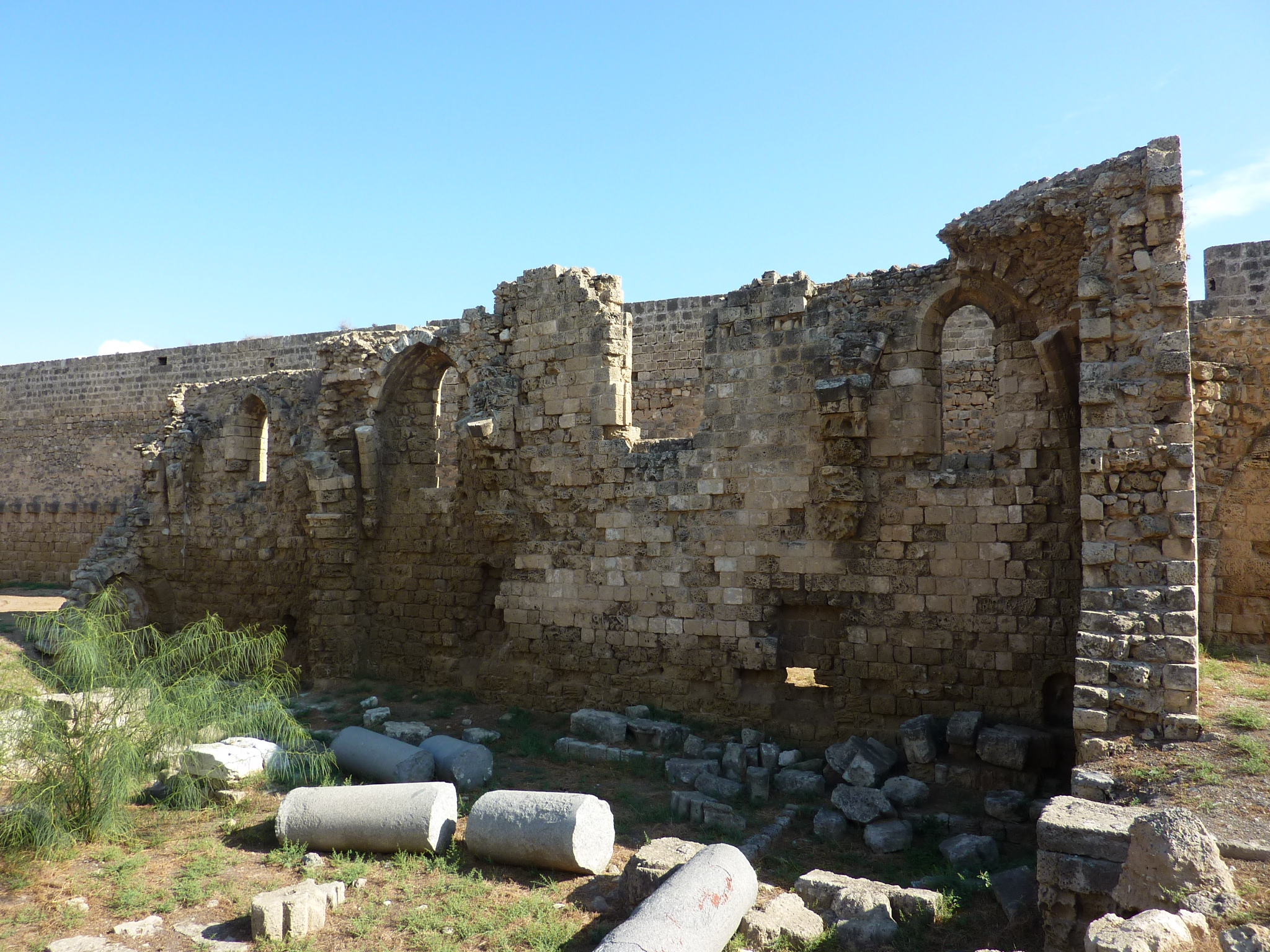
Die Ostwand der Klosterkirche vor der Hafenmauer

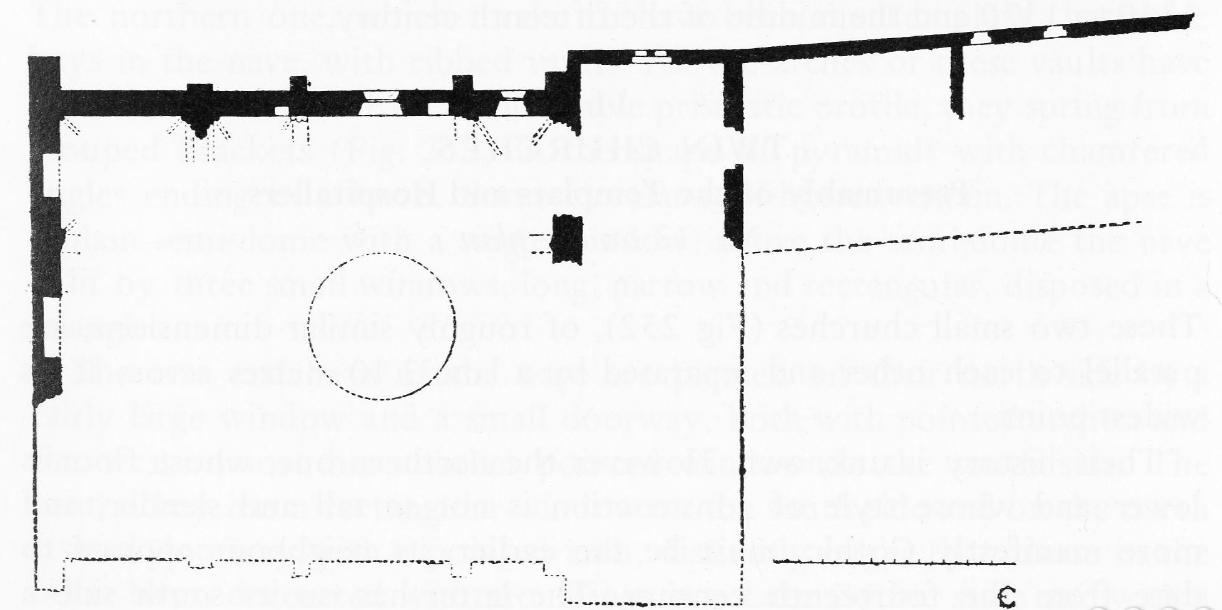
Grundriss 1899, Camille Enlart

Das Antoniterkloster war eine Niederlassung des Antoniter-Ordens in Famagusta (Nordzypern) und war dem heiligen Antonius dem Großen geweiht. Es sollte nicht mit dem auch dem heiligen Antonius geweihten Konvent der Templer in der Stadt verwechselt werden.

## Geschichte
Das Gründungsdatum des Klosters und zugehörigen Hospitals ist nicht bekannt. Im Jahr 1300 wird es mehrfach im Zusammenhang mit Zuwendungen für den Konvent erwähnt. Am 24. Oktober 1300 trat Simon, ein ehemaliger Kaplan an der Kirche Unsere Liebe Frau von Tortosa in Syrien, in den Konvent ein, um die gegen ihn verhängte Exkommunikation aufzuheben.
Den Bau der Klosterkirche unmittelbar an der Innenseite der Hafenmauer Famagustas datiert der Kunsthistoriker Enlart in die Jahre 1360–1370. Die wenigen erhaltenen Teile der Klostergebäude weisen auf die Einbeziehung älterer byzantinischer Bauteile hin.
Der Konvent dürfte in der Folge der Belagerung von Famagusta durch die Osmanen 1571 untergegangen sein. Die Zerstörung der Gebäude des Konvents im Gegensatz zu den zahlreichen erhaltenen Sakralbauten der Stadt dürfte mit der Nähe des Klosters zur Hafenmauer und der Bombardierung dieses Geländes im Zuge der Eroberung in Zusammenhang stehen.